# 塞缪尔·戈德温影业
34°05′22″N 118°20′47″W / 34.089575°N 118.346475°W

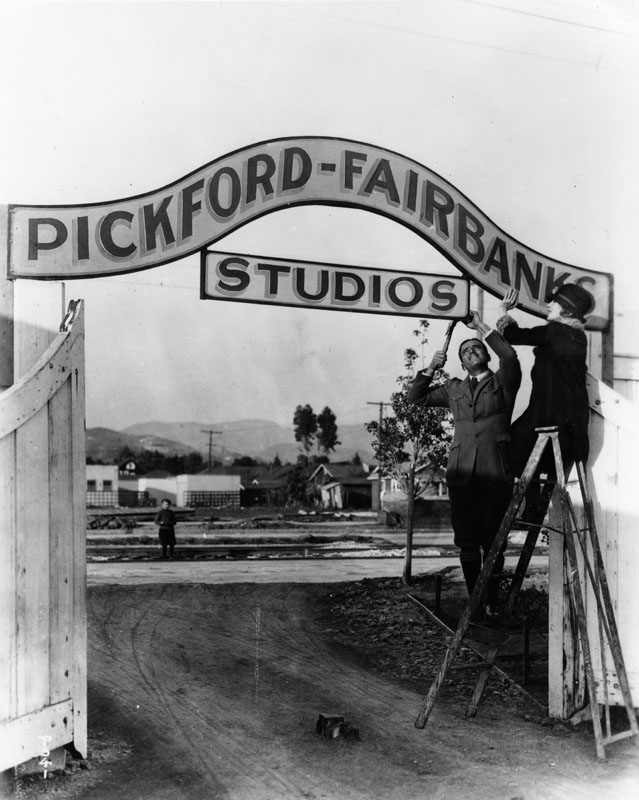
玛丽·毕克馥和范朋克正在悬挂位于好莱坞的皮克福德-费尔班克斯影业入口标志

塞缪尔·戈德温影业是塞缪尔·戈德温用来指位于加利福尼亚州西好莱坞的福尔摩沙大道（Formosa Avenue）和圣莫尼卡大道（Santa Monica Boulevard）交叉的地段，以及他的公司塞缪尔·戈德温制片于1920年代和30年代在那里租用的办公室和舞台的名称。在不同的时期，该地点也被称为皮克福德-费尔班克斯影业，联合艺术家影业，华纳好莱坞影业，自1999年以来它的名称改为The Lot。
该地被玛丽·毕克馥和范朋克购得，并于1919年以二人的名字命名为皮克福德-费尔班克斯影业。后来在1928年更名为联合艺术家影业，因为它被包括塞缪尔·戈德温在内的几个独立制片人一起使用，通过联艺分发。虽然戈德温没有控制这片土地的契约，但他和约瑟夫·申克在该地建造了许多建筑。
申克于1935年离开了联艺，将契约留给戈德温，范朋克于1939年去世，将他的份额留给毕克馥。当戈德温于1940年离开联艺时，他试图将此地重新命名为塞缪尔·戈德温影业。 毕克馥和戈德温争夺地产的名称和所有权，直到1955年法院将该地段拍卖。
戈德温最值得信赖的商业知己兼塞缪尔·戈德温公司总裁詹姆斯·马尔维（James Mulvey）出价高于毕克馥（Pickford）。该地正式成为塞缪尔·戈德温影业并直到华纳兄弟于1980年购买该地，并将其命名为华纳好莱坞影业。

华纳兄弟于1999年出售该产业，该公司名字正式更名为其长期非官方昵称The Lot。
街对面是福尔摩沙咖啡馆，一个传奇的好莱坞聚会场所。

## 奖项
该公司于1968年因电影炎热的夜晚而获得奥斯卡最佳音响效果奖。